# Leonardo Menjívar
Leonardo José Menjívar Peñate (Chalatenango, 24 ottobre 2001) è un calciatore salvadoregno, centrocampista del Alajuelense e della nazionale salvadoregna.

## Carriera

### Club
Leonardo Menjívar è cresciuto nella squadra della sua città natale, il Chalatenango. Ha debuttato il 27 giugno 2020 contro l'Águila in Primera División de Fútbol Profesional. La stagione seguente è stato promosso in pianta stabile in prima squadra.
Il 23 febbraio 2022 ha realizzato la sua prima rete nella trasferta vinta 3-1 contro il FAS.

### Nazionale
Il 23 marzo 2023 ha debuttato con la Nazionale maggiore nel corso di un'amichevole persa 1-0 contro l'Honduras. Il 19 giugno 2023 è stato incluso nella lista finale dei convocati per la CONCACAF Gold Cup 2023.

## Statistiche

### Presenze e reti nei club
Statistiche aggiornate al 26 novembre 2023.
| Stagione        | Squadra         | Campionato      | Campionato | Campionato | Coppe nazionali | Coppe nazionali | Coppe nazionali | Coppe continentali | Coppe continentali | Coppe continentali | Altre coppe | Altre coppe | Altre coppe | Totale | Totale |
| Stagione        | Squadra         | Comp            | Pres       | Reti       | Comp            | Pres            | Reti            | Comp               | Pres               | Reti               | Comp        | Pres        | Reti        | Pres   | Reti   |
| --------------- | --------------- | --------------- | ---------- | ---------- | --------------- | --------------- | --------------- | ------------------ | ------------------ | ------------------ | ----------- | ----------- | ----------- | ------ | ------ |
| 2019-2020       | Chalatenango    | PD              | 1          | 0          |                 | -               | -               |                    | -                  | -                  |             | -           | -           | 1      | 0      |
| 2020-2021       | Chalatenango    | PD              | 13         | 0          |                 | -               | -               |                    | -                  | -                  |             | -           | -           | 13     | 0      |
| 2021-2022       | Chalatenango    | PD              | 40         | 2          |                 | -               | -               |                    | -                  | -                  |             | -           | -           | 40     | 2      |
| 2022-2023       | Chalatenango    | PD              | 32         | 5          |                 | -               | -               |                    | -                  | -                  |             | -           | -           | 32     | 5      |
| 2023-2024       | Alajuelense     | PD              | 6          | 0          |                 | -               | -               |                    | -                  | -                  |             | -           | -           | 6      | 0      |
| Totale carriera | Totale carriera | Totale carriera | 92         | 7          |                 | -               | -               |                    | -                  | -                  |             | -           | -           | 92     | 7      |

### Cronologia presenze e reti in nazionale
| Cronologia completa delle presenze e delle reti in nazionale ― El Salvador | Cronologia completa delle presenze e delle reti in nazionale ― El Salvador | Cronologia completa delle presenze e delle reti in nazionale ― El Salvador | Cronologia completa delle presenze e delle reti in nazionale ― El Salvador | Cronologia completa delle presenze e delle reti in nazionale ― El Salvador | Cronologia completa delle presenze e delle reti in nazionale ― El Salvador | Cronologia completa delle presenze e delle reti in nazionale ― El Salvador | Cronologia completa delle presenze e delle reti in nazionale ― El Salvador |
| Data                                                                       | Città                                                                      | In casa                                                                    | Risultato                                                                  | Ospiti                                                                     | Competizione                                                               | Reti                                                                       | Note                                                                       |
| -------------------------------------------------------------------------- | -------------------------------------------------------------------------- | -------------------------------------------------------------------------- | -------------------------------------------------------------------------- | -------------------------------------------------------------------------- | -------------------------------------------------------------------------- | -------------------------------------------------------------------------- | -------------------------------------------------------------------------- |
| 23-3-2023                                                                  | Los Angeles                                                                | El Salvador                                                                | 0 – 1                                                                      | Honduras                                                                   | Amichevole                                                                 | -                                                                          | 46’                                                                        |
| 27-3-2023                                                                  | Orlando                                                                    | Stati Uniti                                                                | 1 – 0                                                                      | El Salvador                                                                | CONCACAF Nations League 2022-2023 - 1º turno                               | -                                                                          | 77’                                                                        |
| 20-6-2023                                                                  | Daejeon                                                                    | Corea del Sud                                                              | 1 – 1                                                                      | El Salvador                                                                | Amichevole                                                                 | -                                                                          | 44’ 59’                                                                    |
| 27-6-2023                                                                  | Fort Lauderdale                                                            | El Salvador                                                                | 1 – 2                                                                      | Martinica                                                                  | Gold Cup 2023 - 1º turno                                                   | -                                                                          | 63’                                                                        |
| 30-6-2023                                                                  | Harrison                                                                   | El Salvador                                                                | 0 – 0                                                                      | Costa Rica                                                                 | Gold Cup 2023 - 1º turno                                                   | -                                                                          | 82’                                                                        |
| 4-7-2023                                                                   | Houston                                                                    | Panama                                                                     | 2 – 2                                                                      | El Salvador                                                                | Gold Cup 2023 - 1º turno                                                   | -                                                                          | 68’                                                                        |
| 7-9-2023                                                                   | Città del Guatemala                                                        | Guatemala                                                                  | 2 – 0                                                                      | Honduras                                                                   | CONCACAF Nations League 2023-2024 - 1º turno                               | -                                                                          | 66’                                                                        |
| 10-9-2023                                                                  | San Salvador                                                               | El Salvador                                                                | 2 – 3                                                                      | Trinidad e Tobago                                                          | CONCACAF Nations League 2023-2024 - 1º turno                               | -                                                                          | 81’                                                                        |
| 13-10-2023                                                                 | Fort-de-France                                                             | Martinica                                                                  | 1 – 0                                                                      | El Salvador                                                                | CONCACAF Nations League 2023-2024 - 1º turno                               | -                                                                          | 76’                                                                        |
| 17-10-2023                                                                 | San Salvador                                                               | El Salvador                                                                | 0 – 0                                                                      | Martinica                                                                  | CONCACAF Nations League 2023-2024 - 1º turno                               | -                                                                          | 63’                                                                        |
| 2-2-2024                                                                   | San José                                                                   | Costa Rica                                                                 | 2 – 0                                                                      | El Salvador                                                                | Amichevole                                                                 | -                                                                          | 77’                                                                        |
| 6-6-2024                                                                   | San Salvador                                                               | El Salvador                                                                | 0 – 0                                                                      | Porto Rico                                                                 | Qual. Mondiali 2026                                                        | -                                                                          | 80’                                                                        |
| 14-6-2024                                                                  | Filadelfia                                                                 | El Salvador                                                                | 0 – 1                                                                      | Perù                                                                       | Amichevole                                                                 | -                                                                          | 10’ 46’                                                                    |
| 27-7-2024                                                                  | Los Angeles                                                                | Guatemala                                                                  | 0 – 1                                                                      | El Salvador                                                                | Amichevole                                                                 | -                                                                          | 89’                                                                        |
| 5-9-2024                                                                   | Rincon                                                                     | Montserrat                                                                 | 1 – 4                                                                      | El Salvador                                                                | CONCACAF Nations League 2024-2025 - 1º turno                               | -                                                                          | 78’                                                                        |
| 8-9-2024                                                                   | Rincon                                                                     | Bonaire                                                                    | 1 – 2                                                                      | El Salvador                                                                | CONCACAF Nations League 2024-2025 - 1º turno                               | -                                                                          | 46’                                                                        |
| Totale                                                                     |                                                                            | Presenze                                                                   | 16                                                                         |                                                                            | Reti                                                                       | 0                                                                          |                                                                            |